# ریباند (فیلم ۲۰۰۵)
ریباند (انگلیسی: Rebound) یک فیلم کمدی به کارگردانی «استیو کار» است که در سال ۲۰۰۵ منتشر شد. تارا کریا-مک‌مالن اندکی پس از بازی در این فلیم در یک تیراندازی به قتل رسید.

## بازیگران
- مارتین لارنس در نقش «روی مک‌کُرمیک» و «کشیش»
- وندی راکوئل رابینسون در نقش «جینی اِلیس»
- برکین میر در نقش «تیم فینک»
- هورِیشیو سَنز در نقش «آقای نیوورث»
- پاتریک واربرتون در نقش «لَری برگِس»
- کَت ویلیامز در نقش «نوچهٔ کشیش»
- مگان مولالی در نقش «مری والش» (مدیر)
- عالیه شوکت در نقش «اِیمی»
- ایمی بروکنر در نقش «آنی»
- استیون آنتونی لارنس در نقش «رالف»
- تارا کریا-مک‌مالن در نقش «بیگ مَک»
- فرد استولر در نقش «لِیت کار»
- کودی لینلی در نقش «لَری برگِس جونیور»
- ادی مارتین در نقش «وان لاو»
- آرن ویلیامز در نقش «کیث اِلیس»
- استیون کریستوفر پارکر در نقش «وِس»
- گاس هافمن در نقش «گاگلز»
- بیو بیلینگزلی در نقش «یکی از اعضاءِ اِن‌سی‌بی‌اِی»
- رابرت راستلر در نقش «مربی تیم فالکُن»
- توماس آرنلد در نقش «خودش» (نامش در عوان‌بندی نیامده)
- مارشال بل در نقش «معاون اِن‌سی‌بی‌اِی» (نامش در عوان‌بندی نیامده)